# (3418) Izvekov
(3418) Izvekov es un asteroide perteneciente al cinturón de asteroides, descubierto el 31 de agosto de 1973 por Tamara Mijáilovna Smirnova desde el Observatorio Astrofísico de Crimea (República de Crimea).

## Designación y nombre
Designado provisionalmente como 1973 QZ1. Fue nombrado Izvekov en honor al astrónomo soviético ruso Vladimir Andrejević Izvekov.